# Lingua Libre
Lingua Libre este un proiect online colaborativ al asociației Wikimedia France, care își propune să construiască un corpus audiovizual, colaborativ, multilingv, disponibil sub licență gratuită.

## Descriere
Lingua Libre permite înregistrarea de cuvinte, expresii sau propoziții din orice limbă, orală (înregistrare audio) sau a semnelor (înregistrare video).
Cuvintele sunt prezentate vorbitorului sub forma unei liste, create pe loc sau în avans sau reutilizând o categorie Wikimedia existentă. Vorbitorul citește pur și simplu cuvântul afișat pe ecran, iar software-ul trece la cuvântul următor atunci când detectează o tăcere după cuvântul citit. Acest principiu, împrumutat de la software-ul open source Shtooka, face posibilă înregistrarea a câteva sute de cuvinte pe oră. Înregistrările sunt apoi încărcate automat din clientul web în biblioteca media Wikimedia Commons.

### Utilizarea înregistrărilor
Înregistrările pot fi consultate fie pe Lingua Libre, fie pe Commons. Acestea sunt utilizate în principal în alte proiecte Wikimedia, de exemplu pentru pronunțiile intrărilor din Wikționare sau substantive proprii în articolele Wikipedia.
Este avută în vedere reutilizarea înregistrărilor într-un context de predare și învățare a limbilor străine.
Înregistrările sunt, de asemenea, reutilizate în proiecte de prelucrare a limbajului natural, de exemplu pentru a antrena motoarele de recunoaștere vocală DeepSpeech ale Mozilla.

## Versiuni
Proiectul Lingua Libre a fost inițiat pe 23 ianuarie 2015 și are trei versiuni principale:

### Lingua Libre v.1 (2016)
Conceptul Lingua Libre a început în noiembrie 2015, ca parte a proiectului Limbi ale Franței, care își propune să documenteze și să promoveze limbile regionale ale Franței pe proiectele Wikimedia și Internet în general. Finanțarea a provenit parțial de la DGLFLF (Delegația Generală pentru Limba Franceză și Limbile Franței). Prima versiune a proiectului este lansată în august 2016. Permițând numai înregistrări audio, Lingua Libre este prezentat în cadrul unui atelier de lucru despre limba occitană în decembrie 2016, iar apoi comunității Wikimedia online și la evenimentele internaționale din 2017.

### Lingua Libre v.2 (2018)
O reconstrucție completă este lansată la sfârșitul anului 2017. Noua versiune a Lingua Libre se bazează pe MediaWiki, folosește Wikibase și OAuth pentru a se integra mai bine în mediul Wikimedia. Interfața este tradusă prin Translatewiki.net astfel încât proiectul să poată fi utilizat de un număr mare de comunități. Noua versiune a sitului este gata în iunie 2018 și devine publică în august 2018.

### Lingua Libre v.2.2 (2020)
În 2020, se fac modificări importante platformei. Un aspect nou este dezvoltat special pentru site, domeniul .org înlocuiește domeniul .fr folosit până atunci. Lingua Libre acceptă acum limbile semnelor prin înregistrare video.

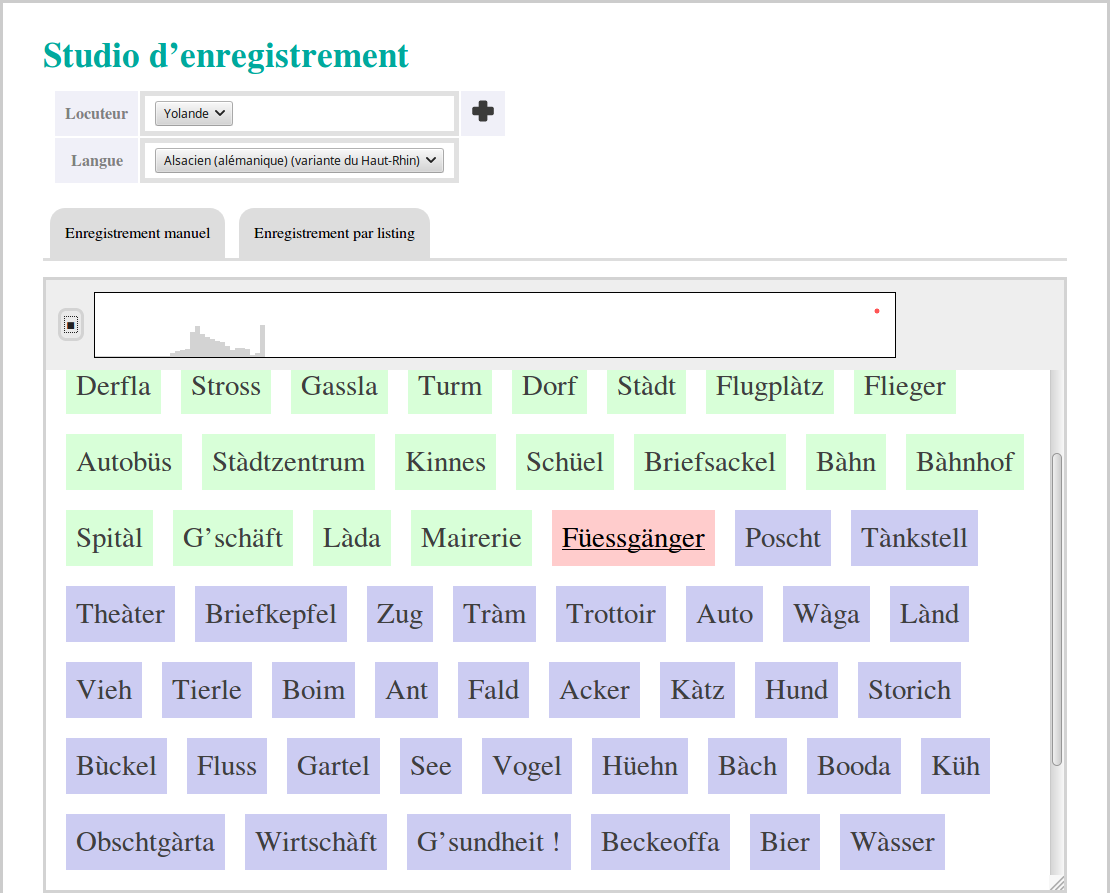
Studioul de înregistrare în septembrie 2017 (v.1)
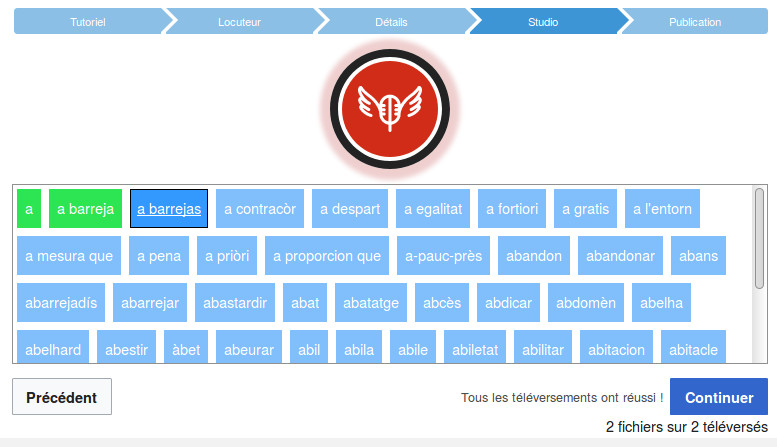
Studioul de înregistrare în decembrie 2018 (v.2)
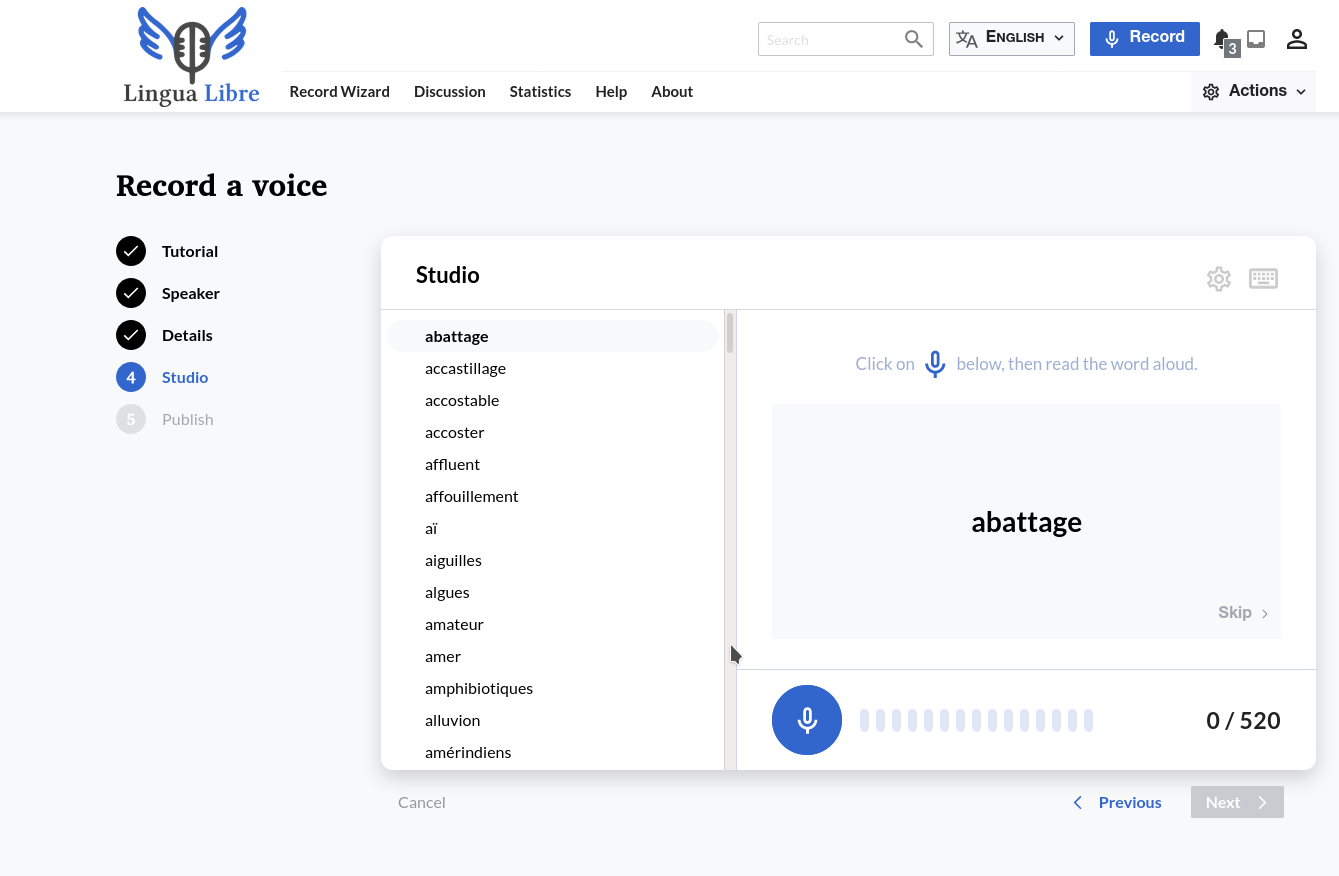
Studioul de înregistrare în octombrie 2020 (v.2.2)

## Statistici

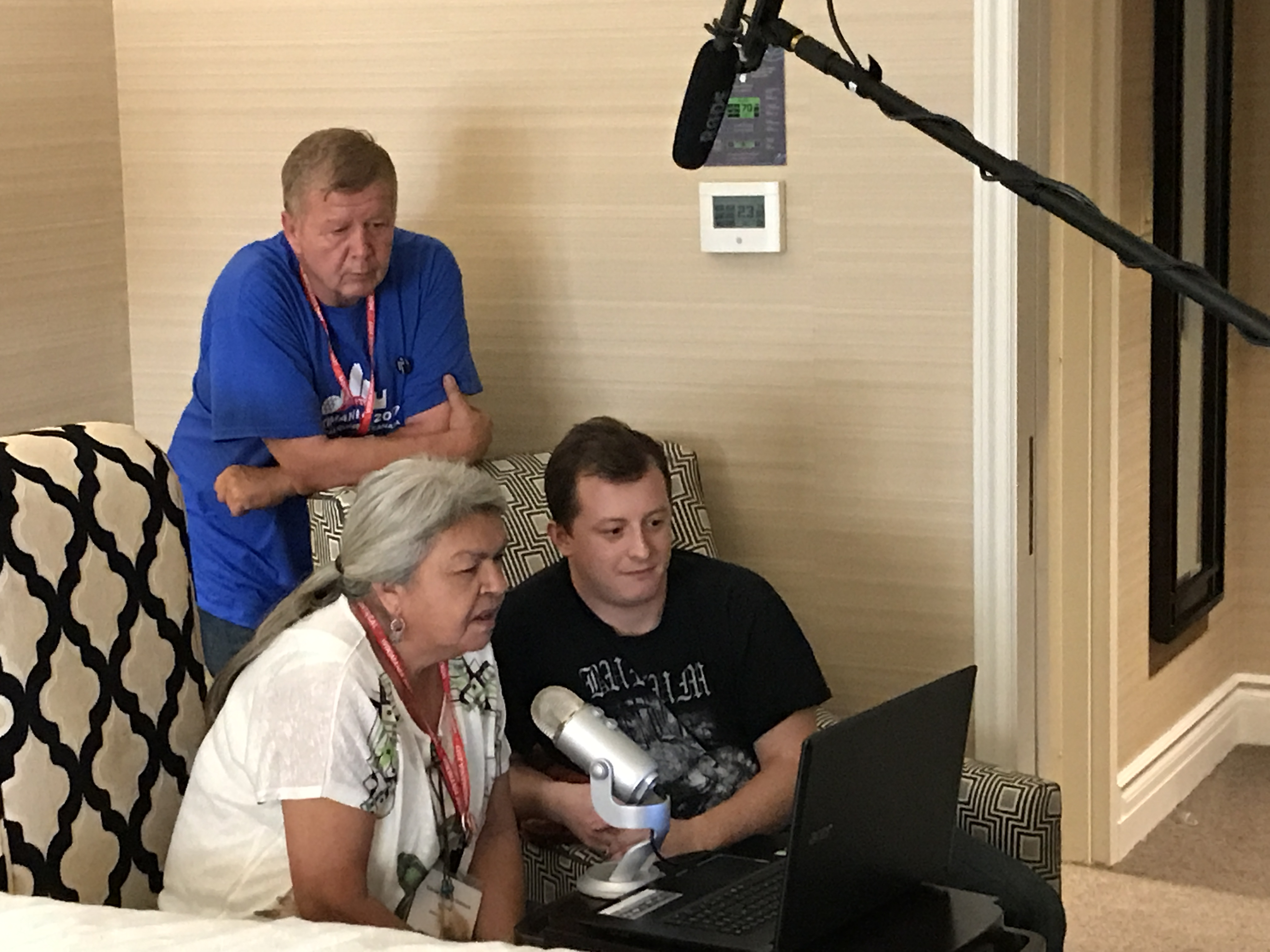
O sesiune de înregistrare cu un vorbitor al limbii Atikamekw în 2017 la Montreal.

În primii doi ani de la lansarea proiectului, au fost realizate aproximativ 10.000 de înregistrări. Trecerea la v.2 a fost însoțită de o creștere bruscă a contribuțiilor. Numărul de înregistrări a crescut de 10 ori în mai puțin de un an, depășind pragul de 100.000 în mai 2019. Aceste înregistrări au fost realizate de 127 de vorbitori în aproape 50 de limbi. Până în septembrie 2020, platforma avea peste 300.000 de înregistrări în 90 de limbi, cu peste 350 de vorbitori.